# 埃马努伊尔·奎林
埃马努伊尔·约诺维奇·奎林（俄语：Эммануил Ионович Квиринг；1888年9月1日（13日）—1937年11月26日），伏尔加德意志人，苏联党和国家领导人。他是全联盟共产党（布尔什维克）中央组织局委员、乌克兰共产党中央委员会书记、第一书记。经济学博士学位，1937年被逮捕遭到枪杀，1956年平反恢复党籍。

## 生平
- 1888年9月1日（格里历：9月13日）出生于沙俄萨拉托夫省弗雷森塔尔村的一个伏尔加德意志人家庭。小学五年级学历，曾做过村书记员、药店店员等工作。
- 1912年进入圣彼得堡理工学院经济商业专业学习，同年12月加入俄国社会民主工党（布）。在《真理报》报社工作。
- 1913年-1914年，杜马布尔什维克党秘书。1914年被捕，流放叶卡捷琳诺斯拉夫（现第聂伯罗）。
- 1917年4月-9月，叶卡捷琳诺斯拉夫布良斯克工厂党委书记。5月-9月兼任叶卡捷琳诺斯拉夫市杜马住房部部长。
- 1917年9月-1918年4月，俄国社会民主工党（布）叶卡捷琳诺斯拉夫市委员会主席。1917年10月-1918年4月兼任叶卡捷琳诺斯拉夫军事革命委员会主席。
- 1918年-1919年，乌克兰人民共和国国民经济最高委员会主席。期间，1918年10月-1919年3月，乌克兰共产党（布）中央委员会书记。
- 1919年1月-7月，乌克兰苏维埃社会主义共和国国民经济委员会主席。
- 1919年7月-10月，红军第12集团军政治部副主任。
- 1919年10月-12月，乌克兰切尔尼戈夫省国民经济委员会主席。
- 1919年11月-1920年，乌共（布）叶卡捷琳诺斯拉夫省委书记。
- 1920年-1921年3月，叶卡捷琳诺斯拉夫省国民经济委员会主席。期间，1920年11月-1923年1月，苏俄政府与波兰谈判代表团成员，参与《里加条约》签署。
- 1921年-1923年4月，乌共（布）顿涅茨克省委员会执行书记。
- 1923年4月-1925年4月，乌共（布）中央书记、第一书记。
- 1925年1月-1926年12月，苏联劳动和国防委员会委员。期间，1925年9月-1926年7月，苏联最高经济委员会主要经济部部长，苏联国民经济最高委员会第二副主席。1926年7月-12月，苏联国民经济最高委员会第一副主席。
- 1927年-1930年，苏联国家计划委员会副主席。
- 1930年-1937年10月，苏联中央执行委员会红色教授学院经济研究所、共产主义学院经济研究所所长。1934年获得经济学博士学位。期间，1931年2月-1932年1月，苏联铁路副人民委员。1932年2月-1934年，苏联轻工业人民委员部研究、技术宣传和出版处处长。1932年4月-1934年，苏联劳动和国防委员会商品基金和贸易监管委员会第二副主席。
- 1934年-1937年10月，苏联国家计划委员会第一副主席。
- 1937年10月16日被捕。
- 1937年11月25日被苏联最高法院军事审判庭判处死刑，次日执行，终年49岁。
- 1956年3月平反，恢复党籍。葬于莫斯科顿河修道院公墓。

奎林是俄共（布）8、11-13大，联共（布）14-17大代表，第12-17次代表会议代表；第12-16届中央委员，第14届中央组织委员。

## 荣誉
- 荣誉勋章（1936）